# Prat de Sant Pere
El Prat de Sant Pere és una obra del municipi de Besalú (Garrotxa). És un ampli espai enclavat al bell mig de la vila en el que, a més del Monestir de Sant Pere de Besalú, es troben també altres monuments de gran interès historicoartístic com l'antiga casa Llaudes, actualment propietat dels Solà Morales, la casa del senyor Amadeo Sala i la mansió dels Ferrer. Forma part de l'Inventari del Patrimoni Arquitectònic de Catalunya.

## Història
La denominació que ha prosperat des de l'època medieval és la de "prat de Sant Pere", ja que la plaça havia estat un prat i anteriorment un cementiri. En algun document consta la seva existència des de l'any 1171. En una transferència per raó de senyoriu, encara se'n porta l'any 1476.